# Kubikkilometer
Kubikkilometer, km³, er rumfanget af en terning, hvor hver side er en kilometer lang, altså et rummål på 1.000.000.000 kubikmeter.
1 km³ er det samme som: 1.000.000.000.000 liter (1 billion liter)